# Crambixon zarathustra
Crambixon zarathustra là một loài bướm đêm trong họ Crambidae.